# アウグスト・クイリヌス・リヴィヌス

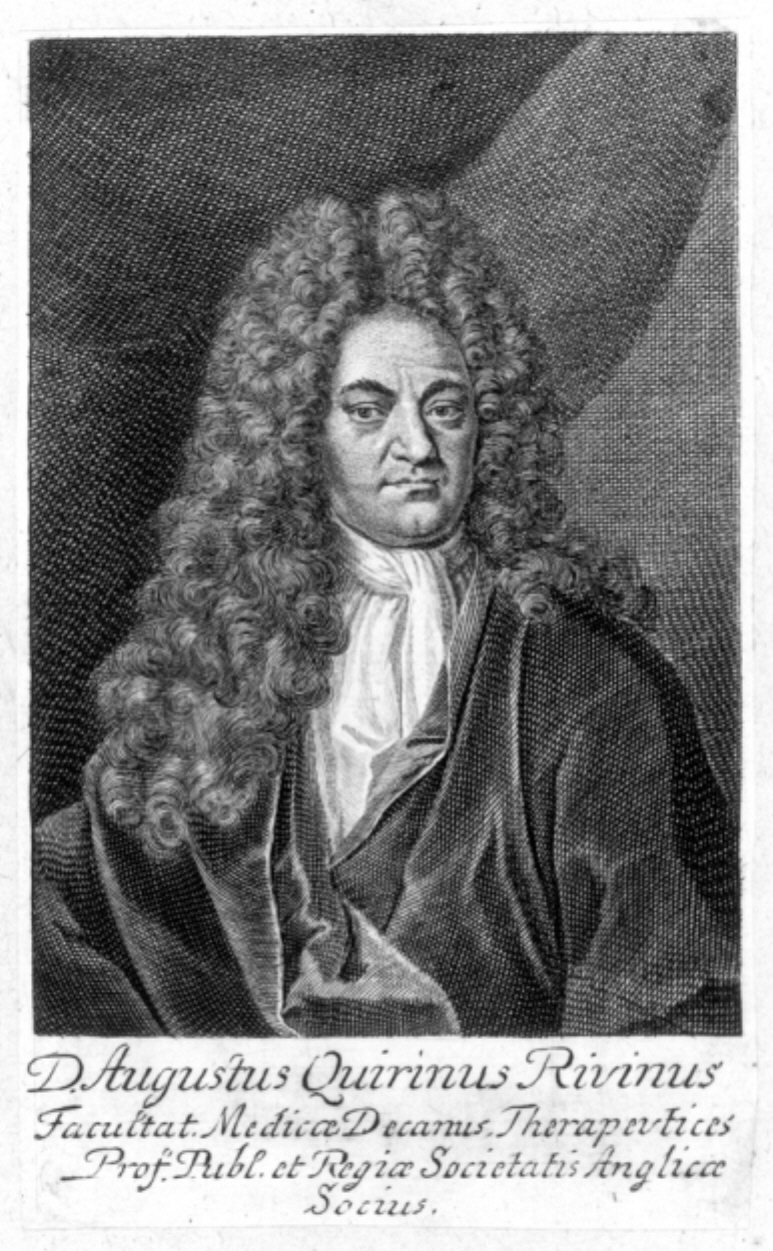
August Quirinus Rivinus

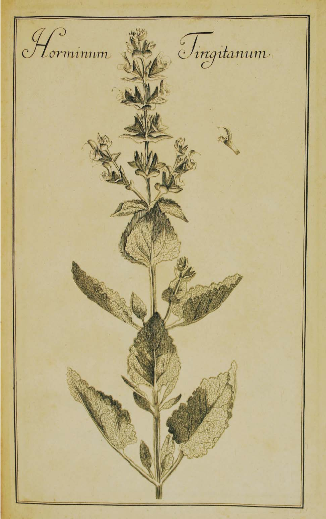
"Ordo Plantarum"の図版

アウグスト・クイリヌス・リヴィヌス（August Quirinus Rivinius、本姓は Bachmann、1652年12月9日 - 1723年12月20日）は、ドイツの医師、植物学者である。
ライプツィヒで生まれた。父親はライプツィヒ大学の哲学と医学の教授で、ネオラテン語の詩人でもあり、自分の姓をラテン語化して、リヴィヌスと自称した。
アウグスト・クイリヌス・リヴィヌスは哲学と医学をライプツィヒ大学で学んだ後、ヘルムシュテット大学で学び、ライプツィヒで医者を開業し、1677年からライプツィヒ大学で講師を務め、1688年に医学部の教授となった。1891年から病理学と植物学の教授になり、大学植物園の園長となった。
リヴィヌスは植物分類学の分野で働いた。花冠の形を分類に用いる分類形式や、論理学者のヨアヒム・ユンギウスとともに植物の命名法を研究した。医学や植物学や天文学に関する多くの研究を行い、それらの研究は1710年に"Dissertatione medicae diversis temporibus habitae, nunc vero in unum fasciculum collectae" として出版された。太陽黒点の研究の結果、晩年は視力を失った。
1703年にロンドン王立協会の会員に選ばれた。ヤマゴボウ属のジュズサンゴ（Rivina humilis）の学名は、シャルル・プリュミエによってリヴィヌスに献名された。

## 主著
- Introductio generalis in rem herbariam. Lipsiae Leipzig: Typis Christoph. Güntheri, 1690. [8] + 39 p.
- Ordo Plantarum qvae sunt Flore Irregulari Monopetalo. Lipsiae: Typis Christoph. Fleischeri, 1690. 22 + [4] p. + 124 tab.
- Ordo Plantarum qvae sunt Flore Irregulari Tetrapetalo. Lipsiae: Typis Christoph. Fleischeri, 1691. [6] + 20 + [4] p. + 121 tab.
- Ordo Plantarum qvae sunt Flore Irregulari Pentapetalo. Lipsiae: Typis Joh. Heinrici Richteri, 1699. [6] + 28 + [4] p. + 139 tab.
- D.A.Q.R. ad celeberrimum virum dominum Johan. Rajum... Epistola Lipsiae: Prostat apud Davidem Fleisherum, 1694. 24 p.
- Censura medicamentorum officinalium. Lipsiae, J. Fritsch, 1701